# テレビ科学館
『テレビ科学館』（テレビかがくかん）は、1960年1月から1961年3月までNHK教育テレビで放送された教養番組である。

## 概要
アメリカ制作の科学映画をNHKが再構成した自然科学系教養番組である。

## 放送時間
- 土曜日 19:00 - 19:30